# Нидрингхаус, Аня
А́ня Нидрингха́ус (нем. Anja Niedringhaus; 12 октября 1965, Хёкстер — 4 апреля 2014, провинция Хост) — немецкий фотокорреспондент.

## Биография
Нидрингхаус родилась в Хёкстере, Северный Рейн-Вестфалия и начала работать в качестве внештатного фотографа в возрасте 17 лет в то время, когда она всё ещё училась в средней школе. В 1989 году она сняла фотоотчёт о крахе Берлинской стены для немецкой газеты «Göttinger Tageblatt».
Нидрингхаус начала работать в полный рабочий день в качестве фотожурналиста в 1990 году, когда она присоединилась к Европейскому агентству «Pressphoto» во Франкфурте, Германия. Как главный фотограф «ЕРА», она провела первые десять лет своей карьеры, снимая войны в бывшей Югославии.
В 2001 году Нидрингхаус сфотографировала последствия терактов 11 сентября в Нью-Йорке, а затем отправилась в Афганистан, где она провела три месяца, освещая падение власти талибов.
В 2002 году она присоединилась к «Associated Press», для которых она работала в Ираке, Афганистане, в секторе Газа, Израиле, Кувейте и Турции.
Была фотокорреспондентом «Ассошиэйтед Пресс» от Германии. Она была единственной женщиной в команде из 11 фотографов, которые выиграли «Pulitzer Prize for Breaking News Photography» за освещение Иракской войны. В том же году она была награждена Международным фондом женщин, работающих в СМИ за мужество в журналистике.
В 2006 году Нидрингхаус была награждена престижной Неманской стипендией в Гарвардском университете. Она входила в состав 69-го класса Неманских стипендиатов, где она обучалась культуре, истории, религии и вопросам пола на Ближнем Востоке и их влияние на развитие внешней политики в Соединённых Штатах и других западных стран.
Её работы выставлялись в Музее современного искусства во Франкфурте, Германия, и в галереях и музеях в других городах, в том числе в Граце, Австрия.
Нидрингхаус была убита афганским полицейским в форме, неожиданно открывшим огонь по её автомобилю во время освещения президентских выборов 2014 года в Афганистане.